# コリー・ハート

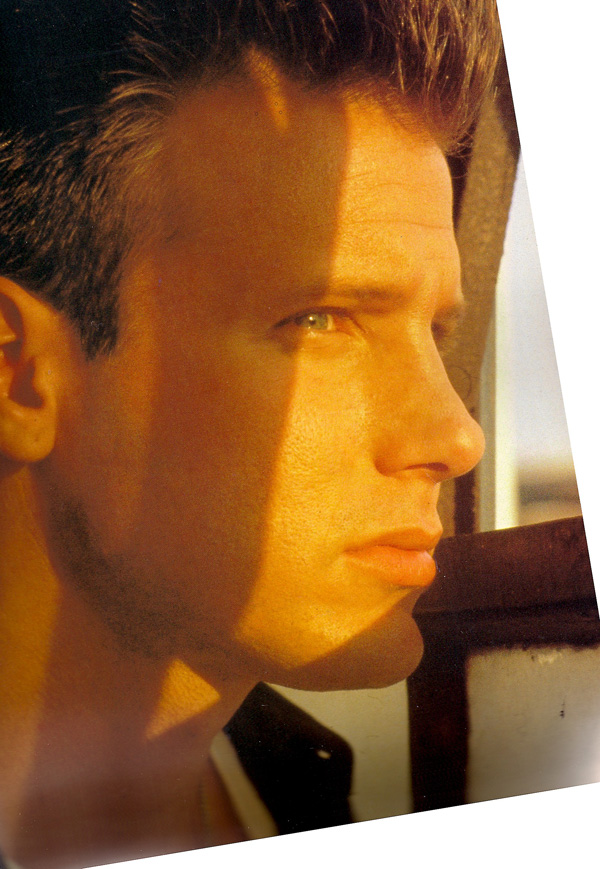
コリー・ハート（1990年）

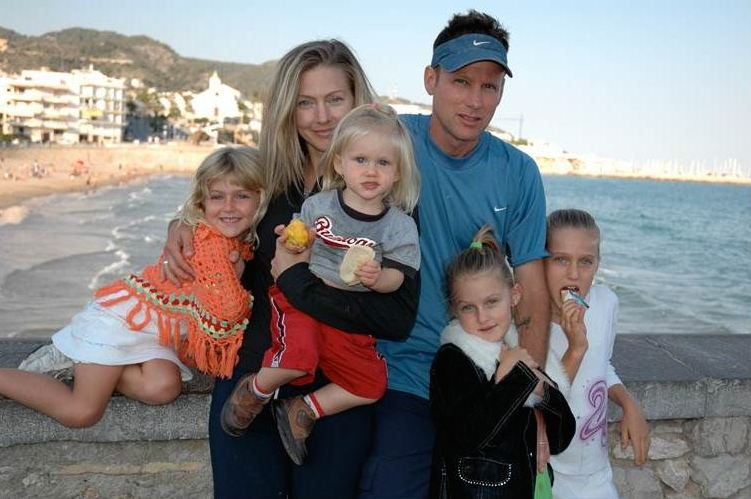
ハートの家族（2007年）

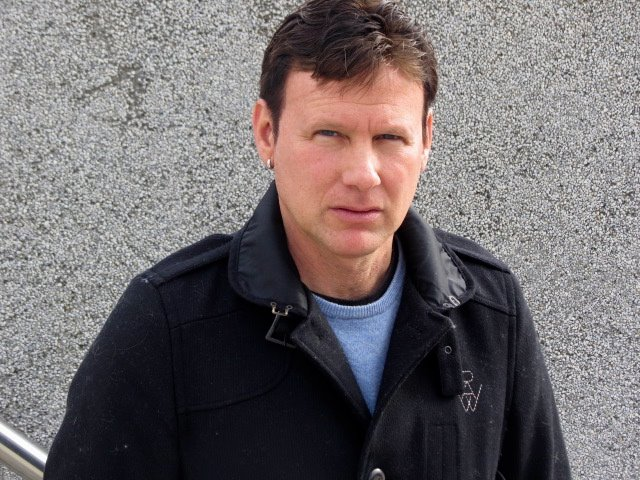
コリー・ハート（2012年）
Photograph by Julie Masse Hart

コリー・ハート（Corey Hart、本名：コリー・ミッチェル・ハート、1962年5月31日 - ）は、カナダのポップ・ロック歌手、ミュージシャン。80年代の同時期に人気を博したブライアン・アダムスとともにカナダ出身の歌手として、甘いルックスとポップな曲調で全米チャートでもヒットを放った。

## 略歴
ケベック州モントリオール出身。父方の祖父はウクライナから移民したユダヤ人で、母親はルーマニア系ユダヤ人だった。バハマ、モントリオール、メキシコシティ、スペイン、米国フロリダで育つ。10歳の頃両親が離婚し、それ以降母親に育てられる。
有名になる前の1980年に、日本武道館で開催された世界歌謡祭（ヤマハ音楽振興会主催）に出場した。1983年に「サングラス・アット・ナイト」でデビュー。同年リリースされたアルバム『ファースト・オフェンス』が成功を収め、グラミー賞にもノミネートされた。他に「ネバー・サレンダー」、「好きにならずにいられない」（エルヴィス・プレスリーのカバー）などのヒットがある。
スティーヴン・スピルバーグより、映画『バック・トゥ・ザ・フューチャー』の「スクリーンテストを受けにこないか」という依頼を受けるが断り、その役はマイケル・J・フォックスが演じることとなった。
映画関係者から『ビバリーヒルズ・コップ』や『トップガン』のサントラのオファーがあったが、すでに出来上がっていたものであったために、詞も曲もすべて自分で書くと決めていたポリシーに反するために断ったとされる。
1988年12月には、日本でコンサートを行った。
デビュー前から交際していたモントリオール生まれの日系カナダ人エリカ・グァンノンと1990年に結婚するも1994年に離婚した。
2010年代には2000年に再婚したフランス系カナダ人の歌手、ジュリー・マッセと娘3人、息子1人とともにバハマに在住。ソングライターとして妻やセリーヌ・ディオンなどの主にカナダのアーティストに曲を書いている。
一時期、「自分が10歳の時に両親が離婚して、母親と二人きりで、それは寂しい少年時代を送ったから、子どもたちにはそんな思いはさせたくない」と家庭を優先し音楽活動を自粛していたが、子どもたちの成長とともに活動を再開した。
2019年、ポール・ヤングとともに日本でコンサートを行った。

## ディスコグラフィ

### スタジオ・アルバム
- 『ファースト・オフェンス』 - First Offense (1983年、Aquarius/EMI America)
- 『ボーイ・イン・ザ・ボックス』 - Boy in the Box (1985年、Aquarius/EMI America)
- 『フィールズ・オブ・ファイア』 - Fields of Fire (1986年、Aquarius/EMI America)
- 『ヤング・マン・ラニング』 - Young Man Running (1988年、Aquarius/EMI-Manhattan)
- 『バング!』 - Bang! (1990年、Aquarius/EMI)
- 『アティテュード・アンド・ヴァーチュー』 - Attitude & Virtue (1992年、Sire)
- 『コリー・ハート』 - Corey Hart (1996年、Columbia)
- Jade (1998年、Columbia)
- Ten Thousand Horses (2014年、Corey Hart Productions)
- 『ドリーミング・タイム・アゲイン』 - Dreaming Time Again (2019年、Warner Music Canada)

### コンピレーション・アルバム
- 『ベスト・オブ・コリー・ハート〜好きにならずにいられない』 - The Singles (1992年、Aquarius/EMI)
- 『好きにならずにいられない〜コリー・ハート・コレクション』 - I Can't Help Falling in Love with You (1993年、EMI)
- 『スーパー・ベスト』 - Super Best (1993年、EMI)
- Sunglasses at Night (1995年、Aquarius)
- The Best of Corey Hart (1998年、EMI-Capitol Special Markets)
- Boy in the Box – Greatest Hits Collection (1999年、KRB Music)
- Classic Masters (2002年、Capitol)
- Best Of (2003年、Aquarius)
- Everything in My Heart (2019年、Aquarius)

### シングル
- "Ooh Baby!" (1976年) ※Cory Hart名義
- 「サングラス・アット・ナイト」 - "Sunglasses at Night" (1984年)
- 「とどかぬ想い」 - "It Ain't Enough" (1984年)
- "She Got the Radio" (1984年)
- "Lamp at Midnite" (1985年)
- 「ネバー・サレンダー」 - "Never Surrender" (1985年)
- 「ボーイ・イン・ザ・ボックス」 - "Boy in the Box" (1985年)
- 「エヴリシング・イン・マイ・ハート」 - "Everything in My Heart" (1985年)
- "Eurasian Eyes" (1986年)
- 「アイ・アム・バイ・ユア・サイド」 - "I Am by Your Side" (1986年)
- "Angry Young Man" (1986年)
- 「好きにならずにいられない」 - "Can't Help Falling in Love" (1986年)
- "Dancin' with My Mirror" (1987年)
- 「テイク・マイ・ハート」 - "Take My Heart" (1987年)
- "Too Good to Be Enough" (1987年)
- 「イン・ユア・ソウル」 - "In Your Soul" (1988年)
- 「暗闇に輝いて」 - "Spot You in a Coalmine" (1988年) ※日本盤はEP『フォー・ジャパン・オンリー』として発売
- "Still in Love" (1988年)
- "Don't Take Me to the Racetrack" (1989年)
- 「愛こそ証し」 - "A Little Love" (1990年)
- "Bang! (Starting Over)" (1990年)
- "Rain on Me" (1990年)
- "92 Days of Rain" (1992年)
- 「しあわせを抱きしめて」 - "Baby When I Call Your Name" (1992年)
- "Always" (1992年)
- 「オリジナル・エイム」 - "Original Aim" (1993年) ※with 鈴木祥子
- 「ヒム・トゥ・ラヴ (愛の讃歌)」 - "Hymn to Love" (1994年) ※『Edith Piaf Tribute』収録
- "Black Cloud Rain" (1996年)
- "Third of June" (1997年)
- "Là-bas" (1998年) ※with ジュリー・マッセ
- "So Visible (Easy to Miss)" (1998年)
- "J'aimerai te retrouver" (2006年) ※Meggie featuring Corey Hart名義
- "Truth Will Set U Free" (2012年) ※1Love featuring Corey Hart名義
- "Night Visions (Sunglasses)" (2013年) ※Papercha$er featuring Corey Hart名義
- "Another December" (2018年)
- "Dreaming Time Again" (2019年)
- "Tonight (I Wrote You This Song) (2019年)
- "Sonny's Dream" (2019年) ※with Alan Doyle
- "First Rodeo" (2020年) ※featuring Jim Cuddy
- "Never Surrender (Angels)" (2020年)
- "Shoreline" (2021年) ※featuring Dante Hart
- "Morning Sun" (2021年)